# بهرام پارسایی
بهرام پارسایی (متولد ۱۳۴۹، ممسنی) دندانپزشک، فعال سیاسی و نماینده مردم شیراز در دهمین دوره مجلس شورای اسلامی بوده است.

## نمایندگی مجلس شورای اسلامی
وی در دوره چهارم شورای اسلامی شهر شیراز عضو این شورا و رئیس کمیسیون گردشگری و زیارت بود که با انصراف و نام نویسی در دهمین دوره انتخابات مجلس شورای اسلامی، وارد لیست پنج نفرهٔ ائتلاف فراگیر اصلاح طلبان موسوم به لیست امید در شیراز شد و توانست با کسب ۱۹۷٬۴۷۱ رأی، به عنوان نماینده اول مردم شیراز، وارد مجلس دهم شود. در انتخابات مجلس دهم تمامی افراد لیست امید در شیراز به مجلس راه پیدا کردند.
در ۲۷ آذر ۱۳۹۸، اعلام شد که صلاحیت پارسایی برای شرکت در یازدهمین دوره انتخابات مجلس شورای اسلامی، توسط هیئت اجرایی دولت رد شده است.

## سوابق
- عضو شورای اسلامی شهر شیراز
- عضو هیئت مدیره خانه صنعت و معدن استان فارس
- عضو شورای توسعه استان فارس
- سابقه یک سال حضور در جبهه[۵]